# Тест Люка — Лемера — Ризеля
Тест Люка — Лемера — Ризеля  (LLR) — тест простоты для чисел вида {\displaystyle N=k\cdot 2^{n}-1} с {\displaystyle 2^{n}>k}
(подмножество {\displaystyle 3\cdot 2^{n}-1} таких чисел называется числами Сабита).
Разработан Хансом Ризелем и базируется на тесте Люка — Лемера, является самым быстрым детерминированным алгоритмом для чисел такого вида.

## Алгоритм
Алгоритм очень похож на тест Люка — Лемера, но начинается со значения, зависящего от {\displaystyle k}. Для алгоритма используется последовательность Люка {\displaystyle \{u_{i}\}}, задаваемая для {\displaystyle i>0} формулой:
{\displaystyle u_{i}=u_{i-1}^{2}-2}.
{\displaystyle N} является простым в том и только в том случае, когда оно делит {\displaystyle u_{n-2}}.

## Поиск стартового значения
- Случай {\displaystyle k=1}. Если {\displaystyle n} — нечётно, то берётся значение {\displaystyle u_{0}=4}. Если {\displaystyle n\equiv 3{\pmod {4}}}, то берётся {\displaystyle u_{0}=3}. Для простого {\displaystyle n} — это числа Мерсенна.
- Случай {\displaystyle k=3}. Значение {\displaystyle u_{0}=5778} можно использовать для всех {\displaystyle n\equiv 0,3{\pmod {4}}}n ≡ 0, 3 (mod 4).
- Если {\displaystyle k\equiv 1,5{\pmod {6}}} и {\displaystyle N} не делится на 3, можно использовать значение {\displaystyle u_{0}=(2+{\sqrt {3}})^{k}+(2-{\sqrt {3}})^{k}}.
- В остальных случаях {\displaystyle k} делится на 3 и выбрать правильное стартовое значение u0 значительно труднее.

Альтернативный метод поиска стартового значения {\displaystyle u_{0}} дан в 1994 году. Метод много проще использованного Ризелем для случая, когда 3 делит {\displaystyle k}. В альтернативном способе сначала находится значение {\displaystyle P}, удовлетворяющее следующему равенству символов Якоби:
{\displaystyle \left({\frac {P-2}{N}}\right)=1} и {\displaystyle \left({\frac {P+2}{N}}\right)=-1}.
На практике нужно проверить лишь несколько значений {\displaystyle P} (5, 8, 9 или 11 перекрывают 85 %).
Чтобы получить начальное значение {\displaystyle u_{0}} из {\displaystyle P} можно использовать последовательность Люка {\displaystyle (P,1)}. При 3 ∤k (k не делится на 3) можно использовать значение {\displaystyle P=4} и предварительный поиск не нужен. Начальное значение {\displaystyle u_{0}} тогда равно  последовательности Люка {\displaystyle V_{k}(P,1)} по модулю {\displaystyle N}. Этот процесс занимает очень малое время по сравнению с основным тестом.

## Механизм теста
Тест Люка — Лемера — Ризеля является частным случаем проверки простоты порядка группы. В тесте показывается, что некоторое число — простое в связи с тем, что некоторая группа имеет порядок, который был бы равен этому простому числу, для чего выявляется элемент группы, имеющий в точности нужный порядок.
В тестах, подобных тестам Люка, для числа {\displaystyle N} используется мультипликативная группа квадратичного расширения целых по модулю {\displaystyle N}. Если {\displaystyle N} — простое, порядок мультипликативной группы равен {\displaystyle N^{2}-1}, и она имеет подгруппу порядка {\displaystyle N+1}, для целей теста ищется порождающее множество этой подгруппы.
Можно найти неитеративное выражение для {\displaystyle u_{i}}.
Следуя модели теста Люка — Лемера, положим {\displaystyle u_{i}=a^{2^{i}}+a^{-2^{i}}} и получим по индукции {\displaystyle u_{i}=u_{i-1}^{2}-2}.
Рассмотрим 2i-ый элемент последовательности {\displaystyle v(i)=a^{i}+a^{-i}}.
Если a удовлетворяет квадратному уравнению, это последовательность Люка, и она подчиняется выражению {\displaystyle v(i)=\alpha v(i-1)+\beta v(i-2)}.
В действительности мы ищем {\displaystyle k\times 2^{i}}-ый элемент другой последовательности, но поскольку при децимации (выборка каждого k-го элемента) последовательности Люка получаем также последовательность Люка, мы можем выбирать множитель k путём выбора стартовой точки.

## LLR программа
LLR — это программа, которая выполняет LLR-тест. Программа разработана Жаном Пене (Jean Penné). Винсент Пене (Vincent Penné) модифицировал программу, чтобы можно было проверять простоту числа через интернет. Программа может использоваться как для индивидуального поиска, но также включена в некоторые проекты распределенных вычислений, включая Riesel Sieve и PrimeGrid.